# هاغن كيارني
هاغن كيارني (بالإنجليزية: Hagen Kearney)‏ هو متزلج على الثلوج أمريكي، ولد في 6 نوفمبر 1991 في برادفورد في الولايات المتحدة.

## وصلات خارجية
- هاغن كيارني على موقع الاتحاد الدولي للتزلج (ركوب لوح الثلج) (الإنجليزية)
- هاغن كيارني على موقع اللجنة الأولمبية الدولية (الإنجليزية)
- هاغن كيارني على موقع أوليمبيديا (الإنجليزية)
- هاغن كيارني على موقع اللجنة الأولمبية والبارالمبية الأمريكية (الإنجليزية)
- هاغن كيارني على موقع ألعاب إكس (مؤرشف) (الإنجليزية)